# 9351 Neumayer
9351 Neumayer eller 1991 TH6 är en asteroid i huvudbältet som upptäcktes den 2 oktober 1991 av de båda tyska astronomen Freimut Börngen och Lutz D. Schmadel vid Tautenburg-observatoriet. Den är uppkallad efter den tyske geofysikern Georg von Neumayer.